# Puigcerdà (kommunhuvudort)
Puigcerdà är en kommunhuvudort i Spanien.   Den ligger i provinsen Província de Girona och regionen Katalonien, i den nordöstra delen av landet, 500 km öster om huvudstaden Madrid. Puigcerdà ligger 1 521 meter över havet och antalet invånare är 8 845.
Terrängen runt Puigcerdà är varierad. Runt Puigcerdà är det ganska glesbefolkat, med 22 invånare per kvadratkilometer. Puigcerdà är det största samhället i trakten. I omgivningarna runt Puigcerdà växer i huvudsak blandskog.